# Amélie Saussez
Amélie Saussez (* 2. September 1988) ist eine belgische Leichtathletin, die sich auf den Langstreckenlauf spezialisiert hat.

## Sportliche Laufbahn
Erste internationale Erfahrungen sammelte Amélie Saussez bei der Premiere der Straßenlauf-Europameisterschaften 2025 in Löwen, bei denen sie nach 2:43:57 h auf den 16. Platz im Marathonlauf belegte und in der Mannschaftswertung die Bronzemedaille hinter dem spanischen und dem israelischen Team gewann.

## Persönliche Bestleistungen
- Marathon: 2:42:51 h, 13. Oktober 2024 in Eindhoven